# Čičarija
La Čičarija (en italien : Cicceria ou Terra dei Cicci) est un massif montagneux localisé en Istrie et réparti de part et d'autre de la frontière séparant la Slovénie de la Croatie. Son plus haut sommet, qui culmine à 1 272 mètres d'altitude, se nomme Veliki Planik. Le massif est long d'environ 30 km et a une orientation nord-est – sud-ouest. Il est localisé entre les villes de Trieste et de Rijeka.
La Čičarija (« terre des Cices ») tire son nom d'une petite valachie (nom commun) istrienne, celle des Istro-Roumains, bergers transhumants qui sont peut-être aussi à l'origine du nom informel de la région de Ciociaria en Italie centrale, autour de Frosinone.

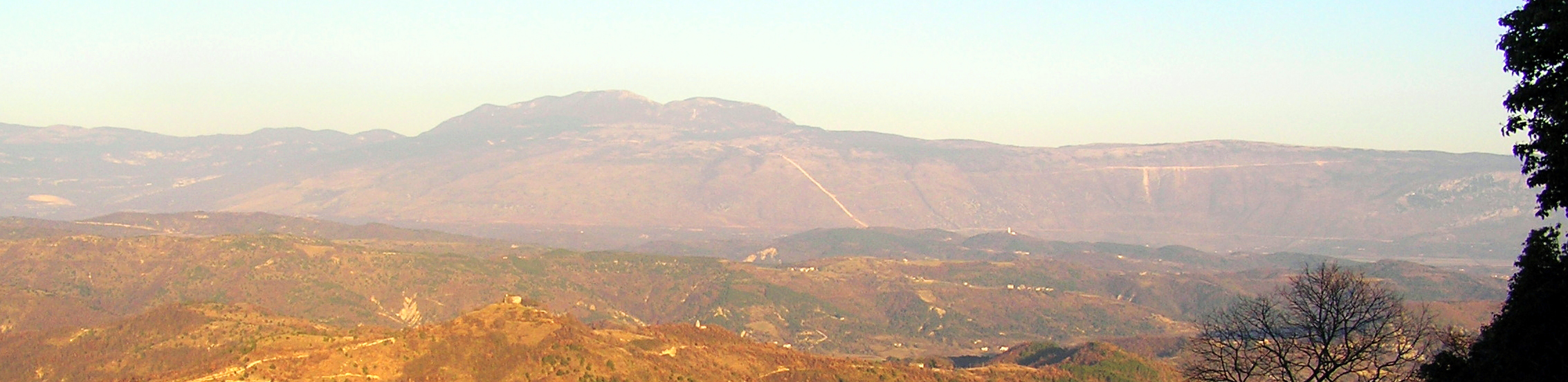
Panorama de la Čičarija.